# Comício da Central
22° 54' 20.57" S 43° 11' 22.06" O
O Comício da Central, ou Comício das Reformas, foi um comício realizado no dia 13 de março de 1964 na cidade do Rio de Janeiro, na Praça da República, situada em frente à estação da Central do Brasil. Cerca de 200 mil pessoas (ou 150 mil pessoas) ali se reuniram para ouvir a palavra do Presidente da República, João Goulart, e do ex-governador do Rio Grande do Sul Leonel Brizola. O Comando Geral dos Trabalhadores, organizador do comício, havia se disposto a levar 100 mil pessoas. O Instituto João Goulart possui documentos que demonstram a existência de planos de um atentado a bomba no Comício, abandonado para "não criar um martir". Na época haviam informações de se tratar de um atirador e boatos de que os comunistas realizariam o atentado e culpariam os militares. João Goulart não desejava ir ao comício devido a um problema no coração e para sua esposa, Maria Thereza, ele disse: "Teca, vou cumprir o meu dever, mesmo que seja o último”.
Na ocasião, Jango assinou dois decretos, com toda a Soberania que a Constituição de 1946 o possibilitava. O primeiro deles era simbólico e consistia na desapropriação das refinarias de petróleo que ainda não estavam nas mãos da Petrobrás. O segundo – chamado decreto da SUPRA (Superintendência da Reforma Agrária) – declarava sujeitas a desapropriação propriedades subutilizadas, especificando a localização e a dimensão das que estariam sujeitas à medida. O presidente revelou também que estavam em preparo a reforma urbana – um espantalho para a classe média temerosa de perder seus imóveis para os inquilinos – e propostas a serem encaminhadas ao Congresso, que previam mudanças nos impostos e concessão de voto aos analfabetos e aos quadros inferiores das Forças Armadas.

## Consequências do Comício

Comício da Central do Brasil, Rio de Janeiro.

### O fim do Período Democrático (1946-1964)

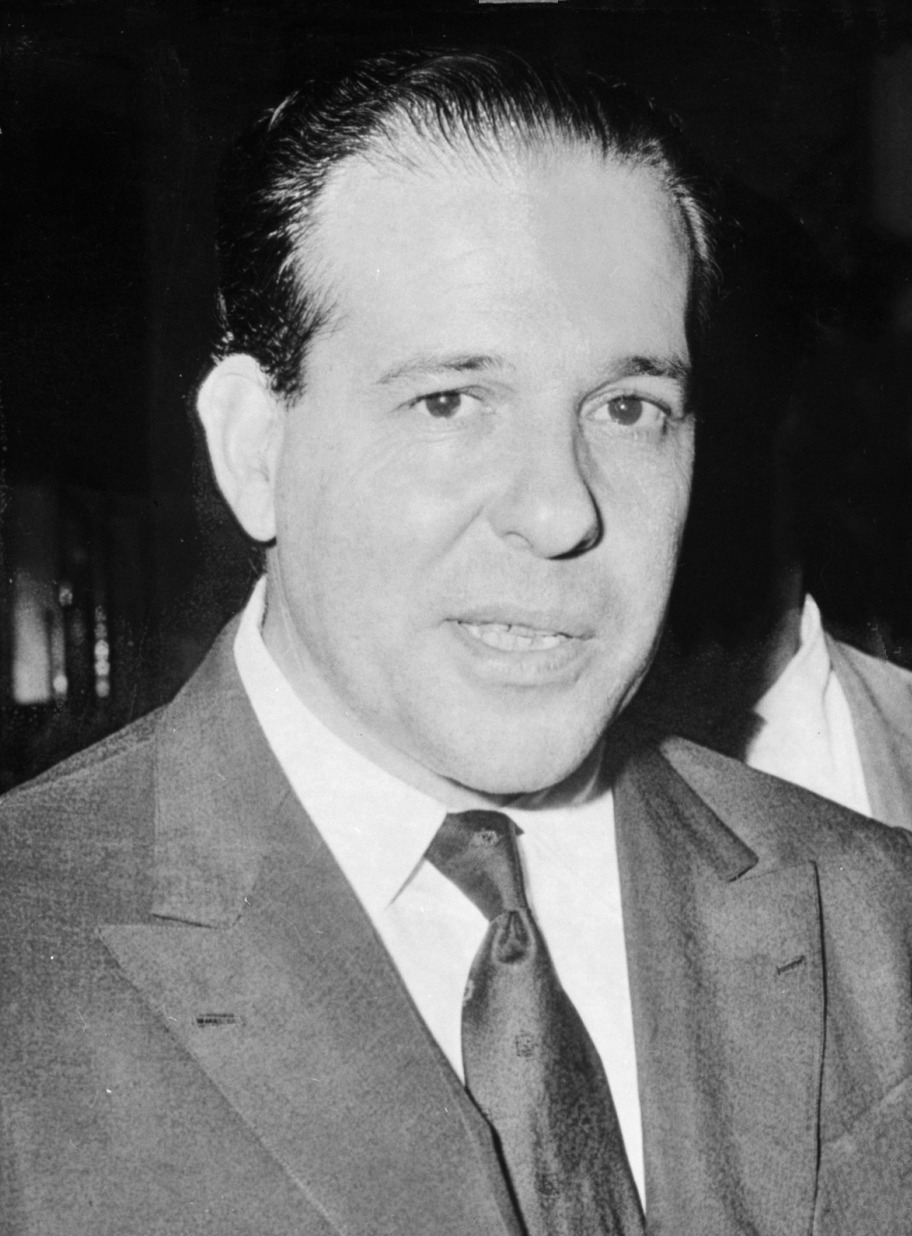
João Goulart, o Jango, em 24 de março de 1964, poucos dias após o comício e às vésperas do golpe de Estado.

A eleição de 1945 é considerada a primeira democracia representativa ocorrida no Brasil, com um sistema de voto secreto fiscalizado pelo Poder Judiciário que elegia o presidente da República, deputados e senadores, foi pela primeira vez na história do país que se construiu partidos políticos nacionais com programas ideológicos definidos, e que visavam o interesse da população, pois tantos os partidos da época do Império (1822-1889) como os das organizações estaduais da Primeira República (1889-1930) eram voltadas para a elite. Segundo o historiador Jorge Ferreira o período de 1946-64 foi desqualificado como experiência democrática, pois havia interesses de encobrir a atuação política dos atores sociais, marginalizando os esforços dos trabalhadores sindicais, dos camponeses em suas ligas e outros grupos que atuavam politicamente no período. Ferreira afirma que as direitas que tomaram o governo em 1964 utilizaram a prerrogativa de que o povo era ingênuo e destituído de cultura política, por outro lado, os setores da esquerda desmereceram a experiência democrática do período 46-64, ao afirmar sobre a manipulação da população brasileira por políticos reformistas e sindicalistas pelegos. Neste sentido, a crença do ideário direitista era da inexistência do cidadão ciente de seus direitos; enquanto para a esquerda os operários não estariam conscientes de seus verdadeiros interesses de classe. Outros setores que também ajudaram para a desqualificação do período (46-64) vieram da academia e da imprensa. Muitos intelectuais criaram no imaginário acadêmico brasileiro a noção de que a sociedade teria dificuldades em conviver com as instituições democráticas, os próprios historiadores brasileiros mantiveram distância do período, as dissertações de mestrado e teses de doutorado costumam se voltar para temas como escravidão, ou a ditadura militar, mas pouca atenção com este período, caracterizando-o geralmente, como populista. Recentemente, algumas importantes pesquisas tem sido realizadas e aprofundando a compreensão sobre o período, nas quais se destacam para Jorge Ferreira, o professor Jefferson José Queler, Tácito Thadeu Leite Rolim, Bryan McCann e Lucilia de Almeida Neves Delgado.
O Brasil, desde a renúncia de Jânio Quadros, vivia um período de grande agitação política, social e ideológica. As chamadas Reformas de Base propostas pelo presidente e por seu ministério, além de terem sido mal interpretadas, não conseguiram sair do papel por conta da falta de apoio do presidente no Congresso. O fracasso do Plano Trienal e a posterior ascensão da espiral inflacionária, a radicalização dos movimentos camponeses e os conflitos de interesses de diversos grupos sociais impossibilitavam o governo de contornar a situação.
A resposta da oposição veio com a Marcha da Família com Deus pela Liberdade, a partir de meados de março de 1964. Essas marchas chegaram a reunir aproximadamente meio milhão de pessoas, o que mostrava a falta de apoio de parte da sociedade ao governo Goulart.
Com o Comício da Central, as ideias de Jango foram decisivamente vinculadas pelos setores conservadores à República Sindicalista e ao Comunismo. Dias depois, uma rebelião de marinheiros no Rio de Janeiro foi mais um grave incidente, mas que desta vez atingiu diretamente a hierarquia e a disciplina militares. João Goulart, como forma de solucionar o conflito, anistiou os revoltosos. Contudo, para o setor golpista, a ação de Jango era uma clara demonstração de desrespeito com as Forças Armadas, que se aproveitou da situação para consolidar, em 31 de março, o Golpe de 1964, que culminou com a Ditadura Militar (1964-1985) e, por conseguinte, com o exílio do presidente.